# Кала, Хуан
Хуа́н То́ррес Руи́с (исп. Juan Torres Ruiz; род. 26 ноября 1989, Лебриха, Испания), более известный как Хуан Ка́ла (исп. Juan Cala), или просто Кала (исп. Cala), — испанский футболист, выступающий на позиции центрального защитника.

## Карьера

### Севилья
Кала является воспитанником клуба «Севилья». Профессиональный дебют игрока в футболе состоялся в сезоне 2007/2008 в составе её резервной команды, выступавшей в Сегунде. 9 декабря 2009 года в матче группового этапа Лиги чемпионов 2009/2010 против «Рейнджерс» он дебютировал в составе первой команды. Первое появление игрока в матче Ла Лиги состоялось 7 февраля 2010 года в поединке против «Сарагосы», которую «Севилья» проиграла со счётом 1:2. В этом же сезоне Кала забил в трёх играх подряд, установив этим клубный рекорд для защитников.
Сезоне 2009/2010 Кала провёл в аренде в «Картахене», выступавшей во втором испанском дивизионе, забив в первом же матче против «Барселоны Б». В следующем сезоне Кала был арендован на год афинским АЕКом, которым руководил бывший тренер «Севильи» Маноло Хименес. В его составе провёл 21 официальный матч, забив один гол. В конце января 2012 года андалусийский клуб вернул игрока на замену ушедшему в «Ювентус» Мартину Касересу, заплатив греческой команде компенсацию в размере 60 000 евро. В сезоне 2013/2014 Кала провёл 8 полных матчей в составе «Севильи» в Лиге Европы, закончившейся триумфом испанского клуба.

### Кардифф Сити
7 февраля 2014 года Кала подписал контракт с валлийским «Кардифф Сити» на 2,5 года, а уже через 8 дней в игре Кубка Англии состоялся его дебют за новую команду. После того, как игрок выразил своё недовольство в Твиттер на то, что ему приходится тренироваться с молодёжной командой, 3 декабря 2014 года контракт с ним был разорван.

### Гранада и Хетафе
В январе 2015 года Кала подписал 6-месячный контракт с испанской «Гранадой», однако не сумев закрепиться в составе при новом главном тренере команды Хосе Рамоне Сандовале, покинул клуб.
25 июня 2015 года Кала заключил трёхлетнее соглашение с «Хетафе», выступавшим в Примере. 4 января в матче против хихонского «Спортинга» он забил свой первый за более чем двухлетний перерыв гол в испанской лиге, чем помог своей команде одержать победу.
6 августа 2016 года Кала подписал годичное арендное соглашение с махачкалинским «Анжи» с функцией выкупа игрока по его окончании. Однако спустя семь дней в своём аккаунте в Instagram игрок сообщил, что вынужден вернуться в Испанию по семейным обстоятельствам. В соответствии с пресс-релизом российского клуба причиной возвращения стала тяжёлая болезнь младшего брата футболиста, и «Анжи» пошёл навстречу игроку.

### Хэнань Цзянье
Несмотря на сообщения о намерениях футболиста продолжить сотрудничество с «Хетафе», 1 марта 2018 года состоялся его трансфер в китайский «Хэнань Цзянье», за который провёл 11 матчей.

### Лас-Пальмас
Летом 2018 года Кала вернулся в Испанию, и 7 июля подписал двухлетний контракт с «Лас-Пальмасом».

## Достижения
«Севилья»
- Обладатель Кубка Испании: 2009/10
- Победитель Лиги Европы УЕФА: 2013/14